# Robert Lindstedt
Robert Lindstedt (Sundbyberg, 19 marzo 1977) è un ex tennista svedese.
Ha raggiunto il suo più alto ranking nel singolo il 26 aprile 2004, con la 309ª posizione, mentre nel doppio ha raggiunto il 3º posto il 20 maggio 2013.
Nel triennio 2010-2011-2012 ha raggiunto la finale del Torneo di Wimbledon sempre in coppia con Horia Tecău, venendo sconfitto da Jürgen Melzer e Philipp Petzschner in tre set, quindi da Bob Bryan e Mike Bryan sempre in tre set e infine da Jonathan Marray e Frederik Nielsen al 5º set.
Nel 2014 conquista il suo primo titolo Slam all'Australian Open in coppia con Łukasz Kubot superando Eric Butorac e Raven Klaasen.

## Statistiche

### Doppio

#### Vittorie (23)
| Legenda                                                |
| Grande Slam (1)                                        |
| ATP World Tour Finals (0)                              |
| ATP Masters 1000 (1)                                   |
| ATP International Series Gold / ATP World Tour 500 (4) |
| ATP International Series / ATP World Tour 250 (17)     |

| N.  | Data              | Torneo                                      | Superficie  | Compagno             | Avversari in finale                   | Punteggio           |
| 1.  | 24 settembre 2007 | Chennai Open, Mumbai                        | Cemento     | Jarkko Nieminen      | Rohan Bopanna Aisam-ul-Haq Qureshi    | 7–6(3), 7–6(5)      |
| 2.  | 7 ottobre 2007    | Japan Open Tennis Championships, Tokyo      | Cemento     | Jordan Kerr          | Frank Dancevic Stephen Huss           | 6–4, 6–4            |
| 3.  | 17 agosto 2008    | Legg Mason Tennis Classic, Washington (1)   | Cemento     | Marc Gicquel         | Bruno Soares Kevin Ullyett            | 7–6(6), 6–3         |
| 4.  | 12 gennaio 2009   | Heineken Open, Auckland                     | Cemento     | Martin Damm          | Scott Lipsky Leander Paes             | 7–5, 6–4            |
| 5.  | 8 febbraio 2009   | PBZ Zagreb Indoors, Zagabria                | Cemento (i) | Martin Damm          | Christopher Kas Rogier Wassen         | 6–4, 6–3            |
| 6.  | 9 agosto 2009     | Legg Mason Tennis Classic, Washington (2)   | Cemento     | Martin Damm          | Mariusz Fyrstenberg Marcin Matkowski  | 7–5, 7–6(3)         |
| 7.  | 10 aprile 2010    | Grand Prix Hassan II, Casablanca (1)        | Terra rossa | Horia Tecău          | Rohan Bopanna Aisam-ul-Haq Qureshi    | 6–2, 3–6, [10–7]    |
| 8.  | 19 giugno 2010    | UNICEF Open, 's-Hertogenbosch (1)           | Erba        | Horia Tecău          | Lukáš Dlouhý Leander Paes             | 1–6, 7–5, [10–7]    |
| 9.  | 18 luglio 2010    | Swedish Open, Båstad (1)                    | Terra rossa | Horia Tecău          | Andreas Seppi Simone Vagnozzi         | 6–4, 7–5            |
| 10. | 28 agosto 2010    | Pilot Pen Tennis, New Haven (1)             | Cemento     | Horia Tecău          | Rohan Bopanna Aisam-ul-Haq Qureshi    | 6–4, 7–5            |
| 11. | 9 aprile 2011     | Grand Prix Hassan II, Casablanca (2)        | Terra rossa | Horia Tecău          | Colin Fleming Igor Zelenay            | 6–2, 6–1            |
| 12. | 17 luglio 2011    | Swedish Open, Båstad (2)                    | Terra rossa | Horia Tecău          | Simon Aspelin Andreas Siljeström      | 6–3, 6–3            |
| 13. | 28 aprile 2012    | BRD Năstase Țiriac Trophy, Bucarest         | Terra rossa | Horia Tecău          | Jérémy Chardy Łukasz Kubot            | 7–6(2), 6–3         |
| 14. | 23 giugno 2012    | UNICEF Open, 's-Hertogenbosch (2)           | Erba        | Horia Tecău          | Juan Sebastián Cabal Dmitrij Tursunov | 6–3, 7–6(1)         |
| 15. | 15 luglio 2012    | Swedish Open, Båstad (3)                    | Terra rossa | Horia Tecău          | Alexander Peya Bruno Soares           | 6–3, 7–6(5)         |
| 16. | 19 agosto 2012    | Western & Southern Open, Cincinnati         | Cemento     | Horia Tecău          | Mahesh Bhupathi Rohan Bopanna         | 6–4, 6–4            |
| 17. | 17 febbraio 2013  | ABN AMRO World Tennis Tournament, Rotterdam | Cemento (i) | Nenad Zimonjić       | Thiemo de Bakker Jesse Huta Galung    | 5-7, 6-3, [10-8]    |
| 18. | 25 gennaio 2014   | Australian Open, Melbourne                  | Cemento     | Łukasz Kubot         | Eric Butorac Raven Klaasen            | 6–3, 6–3            |
| 19. | 29 agosto 2015    | Winston-Salem Open, Winston-Salem (2)       | Cemento     | Dominic Inglot       | Eric Butorac Scott Lipsky             | 6–2, 6–4            |
| 20. | 2 ottobre 2016    | Shenzhen Open, Shenzhen                     | Cemento     | Fabio Fognini        | Oliver Marach Fabrice Martin          | 7-6(4), 6-3         |
| 21. | 30 giugno 2017    | Antalya Open, Adalia                        | Erba        | Aisam-ul-Haq Qureshi | Oliver Marach Mate Pavić              | 7-5, 4-1, rit.      |
| 22. | 6 maggio 2018     | TEB BNP Paribas Istanbul Open, Istanbul     | Terra rossa | Dominic Inglot       | Ben McLachlan Nicholas Monroe         | 3-6, 6-3, [10-8]    |
| 23. | 22 settembre 2019 | Open de Moselle, Metz                       | Cemento (i) | Jan-Lennard Struff   | Nicolas Mahut Édouard Roger-Vasselin  | 2-6, 7-6(1), [10-4] |

#### Finali perse (25)
| Legenda                                                |
| Grande Slam (3)                                        |
| ATP World Tour Finals (0)                              |
| ATP Masters 1000 (1)                                   |
| ATP International Series Gold / ATP World Tour 500 (8) |
| ATP International Series / ATP World Tour 250 (13)     |

| N.  | Data              | Torneo                                       | Superficie  | Compagno          | Avversari in finale                    | Punteggio                     |
| 1.  | 26 settembre 2005 | Kingfisher Airlines Tennis Open, Ho Chi Minh | Cemento     | Ashley Fisher     | Lars Burgsmüller Philipp Kohlschreiber | 6–5(3), 4–6, 2–6              |
| 2.  | 6 marzo 2006      | Tennis Channel Open, Las Vegas               | Cemento     | Jaroslav Levinský | Bob Bryan Mike Bryan                   | 3–6, 2–6                      |
| 3.  | 24 luglio 2006    | Mercedes Cup, Stoccarda                      | Terra rossa | Yves Allegro      | Gastón Gaudio Maks Mirny               | 5–7, 7–6(5), [10–12]          |
| 4.  | 28 febbraio 2009  | Dubai Tennis Championships, Dubai (1)        | Cemento     | Martin Damm       | Rik de Voest Dmitrij Tursunov          | 6–4, 3–6, [5–10]              |
| 5.  | 10 maggio 2009    | Estoril Open, Estoril                        | Terra rossa | Martin Damm       | Eric Butorac Scott Lipsky              | 3–6, 2–6                      |
| 6.  | 19 luglio 2009    | Swedish Open, Båstad                         | Terra rossa | Robin Söderling   | Jaroslav Levinský Filip Polášek        | 6–1, 3–6, [7–10]              |
| 7.  | 21 febbraio 2010  | Open 13, Marsiglia                           | Cemento (i) | Julian Knowle     | Julien Benneteau Michaël Llodra        | 3–6, 4–6                      |
| 8.  | 21 giugno 2010    | Torneo di Wimbledon, Londra (1)              | Erba        | Horia Tecău       | Jürgen Melzer Philipp Petzschner       | 1–6, 5–7, 5–7                 |
| 9.  | 9 gennaio 2011    | Brisbane International, Brisbane             | Cemento     | Horia Tecău       | Lukáš Dlouhý Paul Hanley               | 4–6, rit.                     |
| 10. | 18 giugno 2011    | UNICEF Open, 's-Hertogenbosch                | Erba        | Horia Tecău       | Daniele Bracciali František Čermák     | 3–6, 6–2, [8–10]              |
| 11. | 2 luglio 2011     | Torneo di Wimbledon, Londra (2)              | Erba        | Horia Tecău       | Bob Bryan Mike Bryan                   | 3–6, 4–6, 6(2)–7              |
| 12. | 7 agosto 2011     | Legg Mason Tennis Classic, Washington        | Cemento     | Horia Tecău       | Michaël Llodra Nenad Zimonjić          | 7–6(7), 6(8)–7, [7–10]        |
| 13. | 9 ottobre 2011    | China Open, Pechino                          | Cemento     | Horia Tecău       | Michaël Llodra Nenad Zimonjić          | 6(2)–7, 6(4)–7                |
| 14. | 19 febbraio 2012  | ABN AMRO World Tennis Tournament, Rotterdam  | Cemento (i) | Horia Tecău       | Michaël Llodra Nenad Zimonjić          | 6–4, 5–7, [14–16]             |
| 15. | 13 maggio 2012    | Madrid Open, Madrid                          | Terra blu   | Horia Tecău       | Mariusz Fyrstenberg Marcin Matkowski   | 3–6, 4–6                      |
| 16. | 8 luglio 2012     | Torneo di Wimbledon, Londra (3)              | Erba        | Horia Tecău       | Jonathan Marray Frederik Nielsen       | 6–4, 4–6, 6(5)–7, 7–6(5), 3–6 |
| 17. | 21 ottobre 2012   | Stockholm Open, Stoccolma (1)                | Cemento (i) | Nenad Zimonjić    | Marcelo Melo Bruno Soares              | 7-6(4), 5-7, [6-10]           |
| 18. | 2 marzo 2013      | Dubai Tennis Championships, Dubai (2)        | Cemento     | Nenad Zimonjić    | Mahesh Bhupathi Michaël Llodra         | 6(6)-7, 6(6)-7                |
| 19. | 28 aprile 2013    | Barcelona Open Banco Sabadell, Barcellona    | Terra rossa | Daniel Nestor     | Alexander Peya Bruno Soares            | 7-5, 6(7)-7, [4-10]           |
| 20. | 20 ottobre 2013   | Stockholm Open, Stoccolma (2)                | Cemento (i) | Jonas Björkman    | Aisam-ul-Haq Qureshi Jean-Julien Rojer | 2-6, 2-6                      |
| 21. | 3 maggio 2015     | Istanbul Cup, Istanbul                       | Terra rossa | Jürgen Melzer     | Radu Albot Dušan Lajović               | 4–6, 6(2)–7                   |
| 22. | 30 ottobre 2016   | Swiss Indoors Basel, Basilea                 | Cemento (i) | Michael Venus     | Marcel Granollers Jack Sock            | 3-6, 4-6                      |
| 23. | 17 giugno 2018    | Mercedes Cup, Stoccarda                      | Erba        | Marcin Matkowski  | Philipp Petzschner Tim Pütz            | 6(5)-7, 3-6                   |
| 24. | 30 settembre 2018 | Shenzhen Open, Shenzhen                      | Cemento     | Rajeev Ram        | Ben McLachlan Joe Salisbury            | 6(5)-7, 6(4)-7                |
| 25. | 25 maggio 2019    | Geneva Open, Ginevra                         | Terra rossa | Matthew Ebden     | Oliver Marach Mate Pavić               | 4-6, 4-6                      |

### Doppio misto

#### Finali perse (1)
| Tornei del Grande Slam  |
| ----------------------- |
| Australian Open (0)     |
| Open di Francia (0)     |
| Torneo di Wimbledon (1) |
| US Open (0)             |

| N. | Data           | Torneo                    | Superficie | Compagna         | Avversari in finale     | Punteggio |
| 1. | 14 luglio 2019 | Torneo di Wimbledon, Erba | Erba       | Jeļena Ostapenko | Latisha Chan Ivan Dodig | 2-6, 3-6  |

## Risultati in progressione
| Sigla | Risultato               |
| ----- | ----------------------- |
| V     | Vincitore               |
| F     | Finalista               |
| SF    | Semifinalista           |
| O     | Oro olimpico            |
| A     | Argento olimpico        |
| SF    | Bronzo olimpico         |
| QF    | Quarti di Finale        |
| 4T    | Quarto turno            |
| 3T    | Terzo turno             |
| 2T    | Secondo turno           |
| 1T    | Primo turno             |
| RR    | Round Robin             |
| LQ    | Turno di qualificazione |
| A     | Assente                 |
| ND    | Non disputato           |

| Legenda superfici    |
| -------------------- |
| Cemento              |
| Terra battuta        |
| Erba                 |
| Superficie variabile |

### Singolare
Nessuna partecipazione

### Doppio
| Torneo                     | 2004 | 2005          | 2006          | 2007          | 2008 | 2009          | 2010          | 2011          | 2012 | 2013          | 2014          | 2015          | 2016 | 2017          | 2018          | 2019          | 2020          | V–S   |
| -------------------------- | ---- | ------------- | ------------- | ------------- | ---- | ------------- | ------------- | ------------- | ---- | ------------- | ------------- | ------------- | ---- | ------------- | ------------- | ------------- | ------------- | ----- |
| Tornei Grande Slam         |      |               |               |               |      |               |               |               |      |               |               |               |      |               |               |               |               |       |
| Australian Open, Melbourne | A    | A             | 2T            | 1T            | 2T   | 2T            | 1T            | 1T            | SF   | 2T            | V             | 2T            | 3T   | 2T            | 2T            | 1T            | 1T            | 19-14 |
| Roland Garros, Parigi      | A    | 1T            | 1T            | A             | 2T   | 1T            | 1T            | QF            | 2T   | 2T            | QF            | 2T            | A    | 3T            | 1T            | 1T            | 2T            | 13-14 |
| Wimbledon, Londra          | 2T   | 2T            | 1T            | 2T            | QF   | 2T            | F             | F             | F    | QF            | 2T            | 2T            | 3T   | 3T            | QF            | 2T            | ND            | 35-16 |
| US Open, New York          | 1T   | 2T            | 2T            | 2T            | QF   | 3T            | 3T            | QF            | 3T   | 2T            | 2T            | SF            | QF   | 3T            | 1T            | 1T            | A             | 26-16 |
| Vittorie-Sconfitte         | 1-2  | 2-3           | 2-4           | 2-3           | 7-4  | 5-4           | 7-4           | 11-4          | 12-4 | 6-4           | 11-3          | 7-4           | 7-3  | 7-4           | 4-4           | 1-4           | 1-2           | 93-60 |
| Torneo di Fine Anno        |      |               |               |               |      |               |               |               |      |               |               |               |      |               |               |               |               |       |
| ATP Finals, Londra         | A    | A             | A             | A             | A    | A             | A             | RR            | RR   | A             | SF            | A             | A    | A             | A             | A             | A             | 5-5   |
| Vittorie-Sconfitte         | 0-0  | 0-0           | 0-0           | 0-0           | 0-0  | 0-0           | 0-0           | 1-2           | 1-2  | 0-0           | 3-1           | 0-0           | 0-0  | 0-0           | 0-0           | 0-0           | 0-0           | 5-5   |
| Giochi Olimpici            |      |               |               |               |      |               |               |               |      |               |               |               |      |               |               |               |               |       |
| Giochi Olimpici            | A    | Non disputati | Non disputati | Non disputati | A    | Non disputati | Non disputati | Non disputati | 2T   | Non disputati | Non disputati | Non disputati | A    | Non disputati | Non disputati | Non disputati | Non disputati | 1-1   |
| Vittorie-Sconfitte         | 0-0  | Non disputati | Non disputati | Non disputati | 0-0  | Non disputati | Non disputati | Non disputati | 1-1  | Non disputati | Non disputati | Non disputati | 0-0  | Non disputati | Non disputati | Non disputati | Non disputati | 1-1   |

### Doppio misto
| Torneo                     | 2004          | 2005          | 2006          | 2007          | 2008          | 2009          | 2010          | 2011          | 2012 | 2013          | 2014          | 2015          | 2016 | 2017          | 2018          | 2019          | 2020          | V–S   |
| -------------------------- | ------------- | ------------- | ------------- | ------------- | ------------- | ------------- | ------------- | ------------- | ---- | ------------- | ------------- | ------------- | ---- | ------------- | ------------- | ------------- | ------------- | ----- |
| Tornei Grande Slam         |               |               |               |               |               |               |               |               |      |               |               |               |      |               |               |               |               |       |
| Australian Open, Melbourne | A             | A             | A             | A             | A             | 1T            | A             | A             | A    | A             | 1T            | 2T            | 2T   | 2T            | A             | 2T            | A             | 4-6   |
| Roland Garros, Parigi      | A             | A             | A             | A             | 1T            | 2T            | 1T            | 1T            | A    | 1T            | A             | QF            | A    | A             | A             | A             | ND            | 3-6   |
| Wimbledon, Londra          | A             | A             | 1T            | A             | 1T            | 3T            | 2T            | A             | 1T   | A             | A             | SF            | 2T   | A             | 1T            | F             | ND            | 11-9  |
| US Open, New York          | A             | A             | A             | A             | QF            | QF            | 2T            | A             | 1T   | 2T            | A             | 1T            | 1T   | 1T            | A             | A             | ND            | 6-8   |
| Vittorie-Sconfitte         | 0-0           | 0-0           | 0-1           | 0-0           | 1-3           | 4-4           | 1-3           | 0-1           | 0-2  | 1-2           | 0-1           | 7-4           | 2-3  | 1-2           | 0-1           | 6-2           | 0-0           | 24-29 |
| Giochi Olimpici            |               |               |               |               |               |               |               |               |      |               |               |               |      |               |               |               |               |       |
| Giochi Olimpici            | Non disputati | Non disputati | Non disputati | Non disputati | Non disputati | Non disputati | Non disputati | Non disputati | 1T   | Non disputati | Non disputati | Non disputati | A    | Non disputati | Non disputati | Non disputati | Non disputati | 0-1   |
| Vittorie-Sconfitte         | Non disputati | Non disputati | Non disputati | Non disputati | Non disputati | Non disputati | Non disputati | Non disputati | 0-1  | Non disputati | Non disputati | Non disputati | 0-0  | Non disputati | Non disputati | Non disputati | Non disputati | 0-1   |